# 深红小报春
深红小报春（学名：Primula rubicunda）为报春花科报春花属下的一个种。

## 扩展阅读
- 維基物種上的相關：深红小报春